# 于淼
淼（1988年2月23日—），香港女演員及主持，曾為無綫電視經理人合約藝員，曾代表大連參加《2012國際中華小姐競選》且晉身最後十強。

## 簡歷
于淼在內蒙古包头市出生和成長，為家中獨女，父母住在北京。她畢業於大連民族學院國際商學院（國際貿易專業），於2011年奪得《2011年大連小姐競選》冠軍。翌年，她代表大連參加《2012國際中華小姐競選》，雖然落敗卻獲無綫電視招攬和家人資助，簽約成為旗下無綫電視經理人合約藝員，並獲安排於TVB娛樂新聞台擔任國語主播；其外貌與中國女明星范冰冰相似，加上她住在將軍澳，因此有「將軍澳范冰冰」之稱，而其家人均定居於北京。
2015年11月19日，于淼在無綫電視48週年台慶節目《萬千星輝賀台慶》裡奪得大獎，即是獎金獎品總值100萬港元，其中包括上海商業銀行慧通理財儲蓄戶口總值20萬港元；隨後主要拍攝劇集，表現皆受到注目，如《鬼同你OT》、《來自喵喵星的妳》、《不懂撒嬌的女人》等。2019年，她於台慶劇《多功能老婆》飾演反派「顏成功（顏爺）」一角而再受注目，並首次入圍《萬千星輝頒獎典禮2019》「最佳女配角」最後五強。

## 演出作品

### 電視劇
| 首播     | 劇名              | 角色                 |
| 無綫電視 |                   |                      |
| 2015年   | 愛·回家 (第一輯)  | 白 紅（小紅）        |
| 2015年   | 鬼同你OT          | 康 為（胸圍）        |
| 2015年   | 愛·回家 (第二輯)  | 宋小花（邪花）       |
| 2016年   | 愛·回家之八時入席 | 孫白白               |
| 2016年   | 來自喵喵星的妳    | 顏 默（摸摸）        |
| 2017年   | 與諜同謀          | 芊 芊（小芊）        |
| 2017年   | 不懂撒嬌的女人    | 白嬌倩（小白、白白） |
| 2017年   | 燦爛的外母        | 蕭文芳               |
| 2017年   | 誇世代            | 胡珊珊               |
| 2018年   | 逆緣              | 莫小翠               |
| 2018年   | BB來了            | Suki                 |
| 2019年   | 牛下女高音        | 主 持                |
| 2019年   | 多功能老婆        | 顏成功（顏爺）       |
| 2020年   | 大醬園            | 郭秋雁               |
| 2021年   | 愛美麗狂想曲      | 孫君佳               |
| 2021年   | 刑偵日記          | 高 敏                |
| 2021年   | 星空下的仁醫      | 陳珮如               |
| 2022年   | 法证先锋V         | 张可雯               |

### 電視節目
| 首播       | 節目名                | 備註                                                                       |
| 無綫電視   |                       |                                                                            |
| 2014年     | 瘋狂夏水禮            | 演出嘉賓                                                                   |
| 2014年     | TVB娛樂新聞報道       | 國語主播                                                                   |
| 2015年     | 重燃生命慈善夜        | 演出嘉賓                                                                   |
| 2015年     | 都市閑情              | 12月10日、「主角招牌菜」環節                                               |
| 2016年     | Sunday好戲王          | 第17集嘉賓                                                                 |
| 2016年     | 安樂蝸                | 嘉賓                                                                       |
| 2016年     | 跳躍飛騰TVB邁向50周年 | 演出嘉賓                                                                   |
| 2018年     | Ben Sir睇樓團         | 第二輯 第8集嘉賓                                                           |
| 2020年     | 姊妹淘                | 第三輯 第139集嘉賓                                                         |
| 2021年     | 明星運動會            | 羽毛球、4×100接力、女子400米項目                                           |
| 東方衛視   |                       |                                                                            |
| 2012年     | 谁能百里挑一          | 11月10日嘉賓                                                               |
| MyTV SUPER |                       |                                                                            |
| 2022年     | 虎年夠Chill食玩遊     | 與林秀怡、張彥博、吳子冲、周百恩、湯之欣、黎瑞業、黃瀅仴及歐陽偉豪一同主持 |

### 電影
| 首映   | 電影名       | 角色           |
| 2016年 | 使徒行者     | 刑事情報科探員 |
| 2020年 | 家有囍事2020 | 護 士          |

## 曾獲獎項與提名
| 年份   | 獎項                               | 結果             |
| ------ | ---------------------------------- | ---------------- |
| 2019年 | 萬千星輝頒獎典禮2019「最佳女配角」 | 提名（最后五强） |

## 外部連結
- 于淼的新浪微博（繁體中文）
- 于淼的Facebook專頁
- 于淼的Instagram帳戶
- 于淼在香港影庫上的簡介